# Dikesnardia
Dikesnardia (Nardia scalaris) är en levermossart som beskrevs av S. Gray. Dikesnardia ingår i släktet nardior, och familjen Jungermanniaceae. Arten är reproducerande i Sverige.